# Crinocula
Crinocula là một chi bướm đêm thuộc họ Noctuidae.

## Các loài
- Crinocula kinabaluensis Rothschild, 1896